# 通利军
通利军，北宋时设置的军。
端拱元年（988年）置，治所在黎阳县（今河南省浚县东北）。属河北路。辖境约相当今浚县地。天圣元年（1023年）改为安利军，明道中复改通利军，熙宁三年（1070年）废，元祐元年（1086年）复置，属河北西路。政和五年（1115年）改置浚州。 